# Nguyễn Thiện Đạo
Nguyễn Thiện Đạo (1940-2015) là một nhà soạn nhạc người Pháp gốc Việt thuộc dòng Nhạc đương đại (musique classique contemporaine), ông đồng thời cũng là một nhà nghiên cứu âm nhạc cổ truyền Việt Nam. Ông được ghi danh vào từ điển Le Petit Larousse (1982), Le Petit Robert (1995) là 2 cuốn từ điển danh nhân lớn nhất của Pháp, được vinh danh là "Nhạc sĩ tài năng, tác giả của dòng nhạc hợp lưu Đông - Tây vô cùng độc đáo". Năm 1983, ông đoạt Giải thưởng "André Caplet" của Hàn lâm viên Mỹ thuật Pháp cho toàn bộ tác phẩm của mình, được Chính phủ Pháp tặng Huân chương Chevalier des Arts et des Lettres năm 1984. Năm 1995, ông được trao giải thưởng Gian Carlo Menoti.

## Tiểu sử
Nguyễn Thiện Đạo sinh năm 1940 tại Hà Nội và sang Paris, Pháp năm 1953 để theo học về soạn nhạc tại Nhạc viện Paris với giáo sư danh tiếng là Olivier Messiaen.
Ông qua đời tại Paris, Pháp vào ngày 20 tháng 11 năm 2015.

## Tác phẩm và giải thưởng
- Tuyến Lửa, Festival de Royan 1969.
- Koskom, Radio France 1971
- Bà Mẹ Vietnam, Festival de La Rochelle, 1972
- Mỵ Châu Trọng Thủy Nhà hát lớn Paris, Salle Favart, 1979.[1][2][3]
- Concerto pour piano et orchestre, Rencontres de Metz, 1984
- Symphonie pour pouvoir Théâtre des Champs Elysées, 1989
- Concerto 1789 Palais des Congrès, Lille.
- Les enfants d'Izieu opéra-oratorio, Festival d'Avignon, 1994
- Hoa Tâu Nhà hát lớn Hà Nội 1995
- Khai Nhac Nhà hát lớn Hà Nội 1997
- Giao-Hoa Sinfonia, Salle Olivier Messiaen, Radio France 1998
- Sóng hồn opera, Nhà hát lớn Hà Nội 2000
- Arco Vivo 2000
- Kosmofonia 2001
- Sóng nhất nguyên 2002
- Sóng nhạc Trương Chi Nhà hát lớn Hà Nội 2003
- Quatre Lyriques de ciel et de terre, opéra de chambre Paris 2004
- Suoi Lung May, 2006.
- Khoi Thap, Nhà hát lớn Hà Nội 2007
- So Day, Nhà hát lớn Hà Nội 2007
- Duo Vivo, hommage à Olivier Messiaen, Théâtre des Bouffes du Nord 2008,
- Opera ballet Truyện Kiều Định mệnh bất chợt Nhà hát lớn Hà Nội 2012[4][5]